# La Chapelle (Allier)
 La Chapelle  es una población y comuna francesa, situada en la región de Auvernia, departamento de Allier, en el distrito de Vichy y cantón de Cusset-Sud.

## Demografía
| 543 | 471 | 413 | 415 | 360 | 348 |
| Para los censos de 1962 a 1999 la población legal corresponde a la población sin duplicidades (Fuente: INSEE [Consultar]) |     |     |     |     |     |